# Софіївське урочище
Уро́чище Софі́ївське — один з об'єктів природно-заповідного фонду Донецької області, лісовий заказник місцевого значення.

## Розташування
Розташований у Горлівці, на березі річки Садки, притоки Кринки. Координати: 48° 17' 05" північної широти, 38° 09' 01" східної довготи.

## Історія
Статус заказника присвоєно рішеннями Донецького обласного виконкому № 276 27 червня 1984 року та № 310 від 21 червня 1972 року. Заказник місцевого значення «Урочище Софіївське» створений для збереження дубово-ясеневих насаджень, які відтворені на місці байрачної діброви в зеленій зоні Горлівки.

## Загальна характеристика
Площа — 565 га. За дотримання природоохоронного режиму заказника відповідає Єнакіївське лісництво. В урочищі існує екологічна проблема. Господарсько-побутові стоки Горлівського хімічного заводу потрапляють до заказника. Через це поглиблюються яри, вимивається ґрунт з-під одних дерев і підтоплюється інші.

## Рослинний світ
Тут виявлено 473 види рослин, з яких 24 — раритетні: 8 з них занесені до Червоної книги України, 1 вид — до Європейського Червоного списку, 15 — до регіонального Червоного списку Донецької області. Тут розташоване єдине на південному сході України місцезнаходження любочок дунайських (Leontodon danubialis Jacq.).